# 자발 샴마르 토후국
자발 샴마르 토후국(아랍어: إِمَارَة جَبَل شَمَّر 이마라트 야발 샴마르[*])은 1836년부터 1921년까지 아라비아 반도의 네지드 지역에 있던 토후국이다.
쟈발 샴마르(아랍어: جبل شمر)를 한국어로 번역하면 "샴마르의 산"이라는 뜻을 갖고 있다. 수도는 하일로서, 국명을 하일 토후국(إِمَارَة حَائِل)이라고도 불렀으며 라쉬드 가문이 통치하는 국가로서 라쉬드 토후국(إِمَارَة آل رَشِيْد)이라고도 했다. 한때 자발 샴마르 토후국의 영토는 오늘날의 사우디아라비아, 이라크, 요르단의 일부로까지 확장되었다.

## 역사
자발 샴마르 토후국은 1836년 하일 지역에 사우디 제2왕국의 가신국으로 건국되었으며, 1848년 사우디 세력을 몰아내고 온전히 독립했다. 이후 통치 기간 내내 네지드의 지배를 두고 사우드 가문과 불화와 충돌을 이어갔다. 자발 샴마르의 지배 가문인 라쉬드는 1891년에 물라이다 전투에서 사우디를 리야드에서 쫓아내는데 성공하며 전성기를 열었다. 그 결과로 사우드 가문과 사우드 가문이 통치하던 사우디 제2왕국인 네지드 토후국은 패망했고, 그 영토는 자발 샴마르에게 흡수되었다.
사우디 가문이 쿠웨이트로 쫓겨난 이후 라쉬드 가문은 북쪽으로 오스만 제국과의 관계를 돈독히 하였다. 하지만 이 동맹은 오스만이 영향력과 통치력을 잃으면서 19세기 후로는 오스만 제국과의 관계는 더 이상 이득이 되지 않았다.
1902년에, 압둘 아지즈 이븐 사우드는 사우드 가문 지배 하에 리야드를 재탈환하는 데에 성공하고, 그 지방 전체를 재정복하는 군사 작전을 시작한다. 군사 작전을 시행하는 동안 몇 번의 충돌이 있었고, 라쉬드와 사우디는 카심 지방에서 본격적인 전쟁에 돌입한다. 라쉬드는 전쟁에서 패배하였고, 라쉬드의 에미르인 압둘 아지즈 이븐 무타입 알-라쉬드는 죽음을 맞이한다.
에미르의 죽음 이후로, 쟈발 샴마르는 쇠퇴하기 시작했다. 1차 세계대전에서 동맹국들이 패배했기에 그 압박은 더욱 컸다. 반면에, 오스만의 자발 샴마르 지원에 대항하기 위해 대영 제국과 동맹을 맺은 이븐 사우드는 1차 세계대전 이후로 더욱 강력해졌다.
쟈발 샴마르 토후국은 네지드 술탄국에 항복하였고, 사우디 정복 전쟁은 끝나게 된다. 1921년 11월 2일, 토후국은 사우드에 항복하고 후에 네지드 술탄국으로 합병되었다. 오늘날 샴마르의 왕족들은 사우드와 대영 제국의 추방령에 의해 대부분 이라크나 시리아에 살고 있다.

## 자발 샴마르의 에미르들
- 압둘라 1세 빈 알리 알 라쉬드(아랍어: عبدالله بن رشيد, 재위 : 1836년 ~ 1848년) : 압둘라는 자신의 동생인 우바이드 알 라쉬드와 함께 자아파르 알 샴마리 혈통 중 한 명으로 하일을 통치하던 무함마드 빈 알리에 대해서 반란을 일으켜 승리하였으며, 리더로서 압둘라는 하일과 그 주변 지역에 평화와 안정을 가져다주며 찬양을 받았다. 그의 동생인 우바이드는 자신의 형인 압둘라에게 후계자 자리를 요쳥했다고 한다.

- 탈랄 빈 압둘라 알 라쉬드(아랍어: طلال بن عبدالله, 재위 : 1848년 ~ 1868년) : 압둘라의 아들인 탈랄은 자유주의에 입각한 통치를 했으며, 건축 계획에 많은 관심을 보였고, 바르잔 궁(Barzan Palace)을 완공하였다. 또, 이라크와의 무역을 장려하기도 했다.

- 무타입 1세 빈 압둘라 알 라쉬드(아랍어: متعب بن عبدالله, 재위 : 1868년 ~ 1869년) : 탈랄의 동생인 그는 라쉬드 일족의 장로들과 삼먀르 지역의 통치자들에게 추대를 받아 에미르가 된다. 하지만, 에미르가 된지 1년만에 그의 조카이자 다음 에미르인 반다르에게 바르잔 궁에서 총을 맞고 사망한다. 반다르는 무타입이 자신의 총알을 막을 수 있는 방어구를 입고 있었기 때문에 은탄환을 사용했다고 한다.

- 반다르 빈 탈랄 알 라쉬드(아랍어: بندر بن طلال, 재위 : 1869년) : 그는 무타입의 형제이자 그의 삼촌인 무함마드에게 살해당하기 전까지 아주 짧은 기간 동안만 통치했다. 소문에 의하면 반다르는 삼촌의 과부와 결혼을 하고 아이를 가졌다고 전해진다.

- 무함마드 1세 빈 압둘라 알 라쉬드(아랍어: محمد بن عبدالله, 재위 : 1869년 ~ 1897년) : 무함마드는 국내 정치 안정과 영토 확장을 실시하며 전성기를 가져다 준다. 영토는 북쪽으로 알자우프 지역과 팔미라, 서쪽으로 타이마와 카이바르까지 영토를 넓힌다. 또, 물라이다 전투를 통해 제2 사우디 국가를 멸망시키고 자발 샴마르로 합병시켰다.

- 압둘아지즈 빈 무타입 알 라쉬드(아랍어: عبدالعزيز بن متعب, 재위 : 1897년 ~ 1906년) : 3대 에미르의 아들인 압둘아지즈는 삼촌인 무함마드 1세 빈 압둘라에 의해서 후계자로 지명되며 무함마드가 죽은 후에 아무 반대없이 에미르가 된다. 그러나, 동맹국인 오스만 제국의 세력이 약화되었고, 더해서 그의 통치조차 불안정했다. 게다가, 1904년에는 후에 사우디아라비아를 건국하는 이븐 사우드에게 리야드를 빼았기고 만다. 결국, 압둘아지즈는 라우다 무한나 전투에서 전사하고 만다.

- 무타입 빈 압둘아지즈 알 라쉬드(아랍어: متعب بن عبدالعزيز, 재위 : 1906년 ~ 1907년) : 아버지의 뒤를 이어 에미르가 된다. 하지만, 그는 일가의 지지를 받지 못하면서 1년도 안 되어 술탄 빈 함무드에게 살해당한다.

- 술탄 빈 함무드 알 라쉬드(아랍어: سلطان بن حمود, 재위 : 1907년 ~ 1908년) : 우바이드(첫번째 에미르의 형제)의 손자이다. 무타입 빈 압둘아지즈 알 라쉬드를 살해하고 에미르가 됐지만 그는 첫번째 에미르와 할아버지 사이의 서약을 무시해서 비판을 받았으며, 이븐 사우드와의 싸움에서도 이기지 못하면서 그의 형제들한테 살해당한다. 자발 샴마르의 9대 에미르인 사우드 빈 함무드의 사진

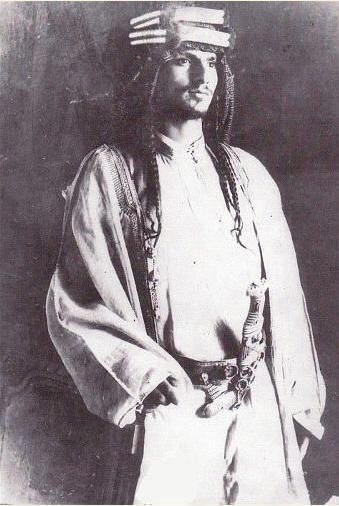
자발 샴마르의 9대 에미르인 사우드 빈 함무드의 사진

- 사우드 1세 빈 함무드 알 라쉬드(아랍어: سعود بن حمود, 재위 : 1908년 ~ 1910년) : 우바이드의 또 다른 손자이다. 재위한지 2년만에 10대 에미르인 사우드 빈 압둘아지즈 알 라쉬드의 외척 세력에게 살해당한다.

- 사우드 빈 압둘아지즈 알 라쉬드(아랍어: سعود بن عبدالعزيز, 재위 :1910년 ~ 1920년) : 10살이라는 나이에 에미르로 추대되었으며, 어린 에미르 대신에 그의 외가인 알 사브한 일족이 이마라 헌법에 의거하여 섭정하며 나라를 통치했다. 하지만, 그는 1920년에 그의 사촌인 압둘라 빈 탈랄(12번째 에미르인 무함마드 2세 빈 탈랄과 형제)에게 암살당한다. 그의 부인이었던 5명의 미망인 중 2명은 재혼을 하는데, 노아 빈트 함무드 알 사브한은 이븐 사우드의 여덟번째 부인이 되며, 파흐다 빈트 알 아쉬 알 슈라임은 이븐 사우드의 9번째 부인으로 재혼한다. 파흐다 빈트 알 아쉬 알 슈라임과 이븐 사우드의 장남은 2015년 1월 23일에 사망한 전 국왕인 압둘라 빈 압둘아지즈 알사우드이다.

- 압둘라 2세 빈 무타입 알 라쉬드(아랍어: محمد بن طلال, 재위 : 1920~1921, 사망 : 1947년) : 7대 에미르의 자손이다. 13살의 나이에 왕위에 올랐으나, 즉위한지 1년만인 1921년에 이븐 사우드에게 전쟁에서 패하며 왕위를 넘겨주게 된다.

- 무함마드 2세 빈 탈랄(아랍어: محمد بن طلال, 재위 : 1921년, 사망 : 1954년) : 2대 에미르인 탈랄의 살아있는 유일한 아들인 나이프의 손자이다. 이븐 사우드에게 항복하며, 무함마드 2세 빈 탈랄의 부인인 누라 빈트 십반은 그가 이븐 사우드에 의해서 감옥에 투옥된 후 이븐 사우드와 결혼한다. 또, 무함마드 2세 빈 탈랄의 딸 중 한 명인 왓파는 이븐 사우드의 15번째 아들인 무사이드 빈 압둘 아지즈와 결혼하는데, 이 둘 사이의 아들인 파이살 빈 무사이드는 사우디아라비아의 3대 국왕이었던 파이살 빈 압둘아지즈 알사우드를 암살하며 사형당하기도 했다.[3]

## 경제
역사적으로, 토후국은 자주개자리를 생산했다.

## 같이 보기
- 수니파 무슬림 왕조들

## 참고 문헌
- 게오르그 웰린 (1854): Narrative of a Journey from Cairo to Medina and Mecca, by Suez, Arabia, Tawila, al-Jauf, Jublae, Hail and Negd in 1845, Journal of the Royal Geographical Society, vol 24: 115-201. (Reprinted in Travels in Arabia, New York: Oleander Press, 1979.)
- 윌리엄 기포드 팰그레이브 (1865): Personal Narrative of a Year's Journey through Central and Eastern Arabia (1862-1863), vol. I, Macmillan & Co., London,
- 레이디 앤 브런트 (1881): A Pilgrimage to Nejd, The Cradle of the Arab Race: a Visit to the Court of the Arab Emir and `our Persian Campaign` (reprinted 1968)
- 찰스 다우티 (1888): Travels in Arabia Deserta. (Reprinted many times)
- 거트루드 벨 (1907): The Desert and the Sown (republished 1987)
- 데이빗 조지 호가스 (1905): The Penetration of Arabia: a Record of Western Knowledge Concerning the Arabian Peninsula.
- 자흐라 프리스 와 H. V. F. 윈스턴: Explorers of Arabia from the Renaissance to the End of the Victorian Era, Allen & Unwin, London, 1978